# テーム・スニネン
テーム・スニネン（フィンランド語: Teemu Suninen、1994年2月1日 - ）は、フィンランド・トゥースラ出身のラリードライバー。

## 略歴

### 初期キャリア

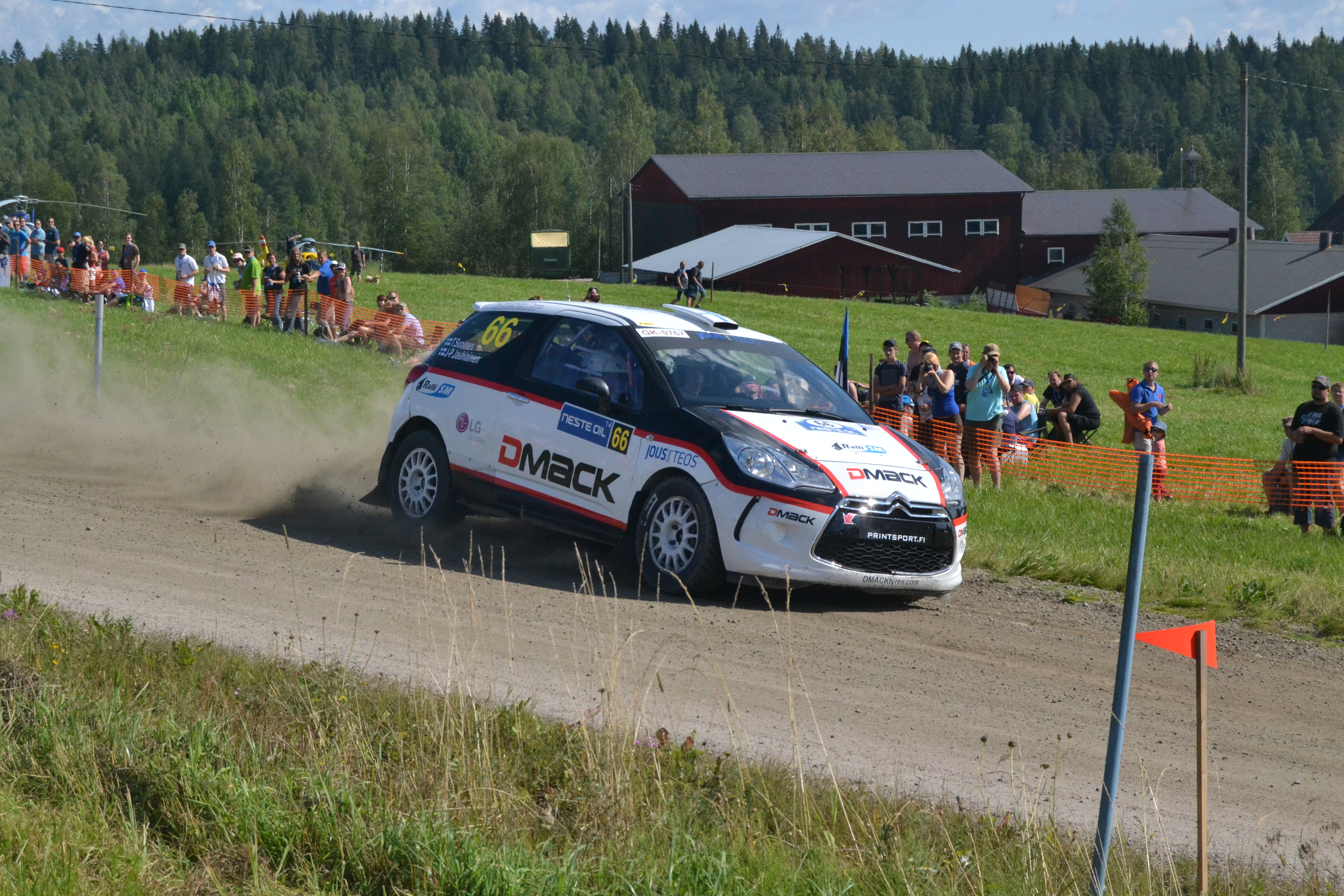
2014年ラリー・フィンランド

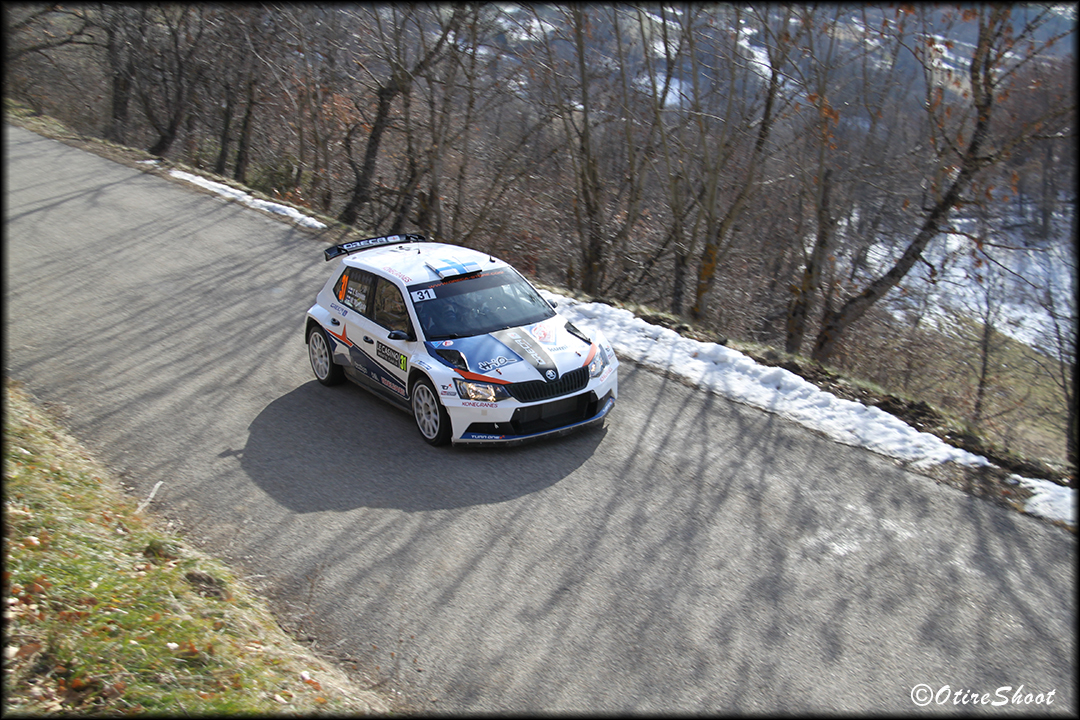
2016年ラリー・モンテカルロ

ラリークロス選手権にも出場していたスニネンは、2014年にDMACKタイヤの支援でシトロエン・DS3 R3Tを駆り、ラリー・フィンランドでWRCデビューを果たす。
初年度から2016年まで、DS3 R3Tやフォード・フィエスタR5、シュコダ・ファビアS2000/R5などをドライブして、WRCのサポート選手権であるWRC3で2勝、WRC2で4勝をマーク。2016年はWRC2でランキング3位となった。

### Mスポーツ・フォード
2017年からMスポーツへ加入し、セバスチャン・オジェやオット・タナクとチームメイトになる。フォード・フィエスタR5でWRC2に6戦出場しランキング3位。フォード・フィエスタWRCでポーランドとフィンランドの2戦に出場し、フィンランドで総合4位となった。

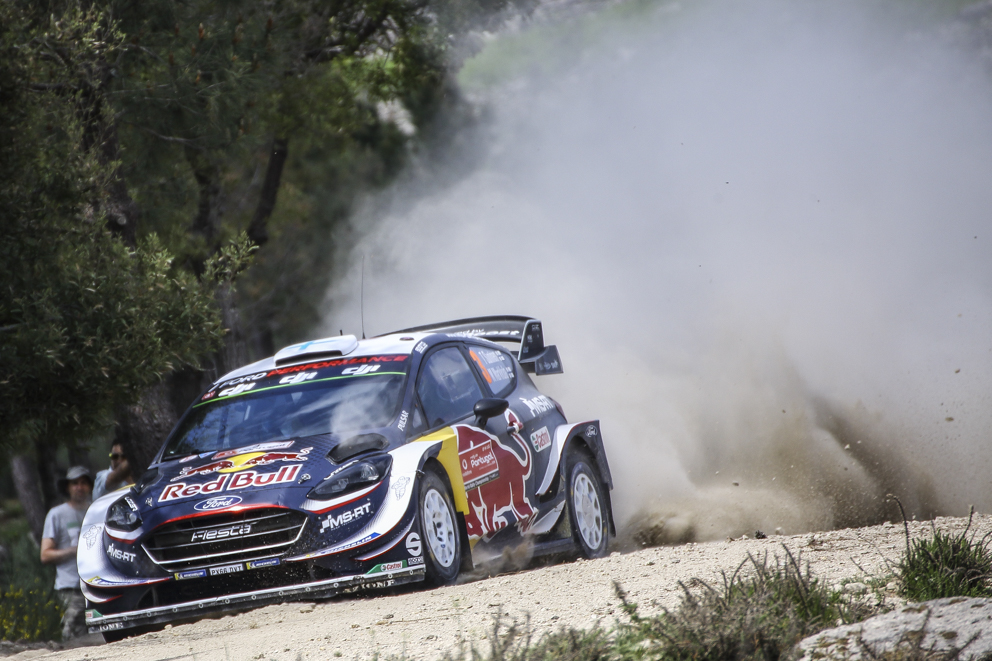
2018年ラリー・ド・ポルトガル

2018年はブリアン・ブフィエと3台目のシートを共有する形で11戦に参戦。ラリー・ド・ポルトガルではチームメイトのオジェを凌駕するタイムをたたき出し、自身初の表彰台を獲得した。しかし終盤は精彩を欠いたこともあり、ランキングは12位に終わった。
2019年はオジェの離脱によりフル参戦を果たす。ラリー・スウェーデンではオット・タナクを抑え首位を走りながらも、DAY3でコースオフし優勝を逃す。同年途中より、コ・ドライバーをマルコ・サルミネンからかつてミッコ・ヒルボネンと組んでいたヤルモ・レーティネンへと変更。ラリー・サルディニアでは2位完走を果たす。しかし、表彰台はこの1回のみで、ランキングも9位に終わる。
2020年はエルフィン・エバンスが離脱したため、事実上エースドライバーとしてMスポーツから参戦する。ラリー・メキシコでは、トラブルに見舞われることも無く首位争いを繰り広げ、総合3位で完走を果たした。その後新型コロナウイルス感染症によるシーズン中断・再編が行われ全7戦開催へ変更された。第6戦ラリー・サルディニアでは序盤首位に立ちメキシコ同様首位争いを繰り広げるが、第2レグ以降はペースが上がらず最終的には5位に終わった。ランキングでは前年を上回る7位となったが、この年からチームメイトで表彰台ゼロに終わったエサペッカ・ラッピはランキング6位となりチームメイト対決では8ポイント差で敗れた。
2021年も同チームから参戦。レーティネンとのコンビを解消し、再びミッコ・マルックラをコ・ドライバーに迎え入れる。この年は新たに加入したアドリアン・フルモーと2台目のフォード・フィエスタWRCを共有し、フルモーがWRカーで出場する間はWRC2に参戦する。開幕戦ラリー・モンテカルロではSS1の途中まで最速タイムをマークしていたが、残り500mの地点でクラッシュを喫しリタイアに終わる。これが影響し第2戦アークティック（フィンランド）では8位、第5戦ラリー・サルディニアでは開幕戦の再現をするかのようにSS1でまたしてもクラッシュし31位、第6戦エストニアはパンクの影響で6位に終わり精彩を欠いた。思うような成績を残せないスニネンは第8戦ベルギー終了後にMスポーツ離脱を発表した。

### ヒュンダイ
Mスポーツを離れたスニネンは第10戦ラリー・フィンランドでモヴィスポーツからWRC2に出場し優勝、その直後ヒュンダイへ加入しラリー・カタルーニャでは新型マシンヒュンダイ・i20 Nラリー2をドライブし2位表彰台を獲得したがWRC2チャンピオンの可能性はこの時点で消滅した。続く最終戦もWRC2での出場を予定していたが、ワークスドライバーであるオィット・タナックが家庭の事情で欠場を決めたため、急遽代役としてヒュンダイ・i20クーペWRCをドライブすることとなった。4か月ぶりのWRカー参戦だったこともあり初日は慎重な出だしだったが、第2レグからは少しずつマシンにも慣れていきSS10とSS15で3番手タイムをマークし本来の速さを取り戻した。最終的にはエストニアに続く6位に入った。
2022年は、WRC2を中心に昨シーズン終盤に移籍したヒョンデより第4戦ポルトガルに参戦。地元フィンランドでは優勝を飾るも、フロントバンパーの重量不足により失格処分となってしまった。以降はアクロポリスで10位、スペインでは優勝、最終戦の日本では2位となり最終的にランキング6位に終わった。
2023年も引き続きWRC2に参戦。しかしトップカテゴリーに参戦してるチームメイトのクレイグ・ブリーンがクロアチアでのプレイベントテストで事故死。これによりWRC2参戦を途中で切り上げ第8戦エストニア、第9戦フィンランドにブリーンの後任として3台目のヒョンデ・i20 N ラリー1で参戦することが決まった。なお途中で切り上げたWRC2は前年のチャンピオンで同じフィンランド出身のエミル・リンドホルムがシュコダから移籍しプログラムを引き継ぐこととなった。ラリー1カー初戦となるエストニアでは初日から本来の速さを発揮、その後上位には差をつけられてしまったが、それでも久々のトップカテゴリー参戦で5位に入った。続くフィンランドではトヨタの勝田貴元と激しい3位争いを繰り広げ、最終的に4.3秒差の4位で終えた。4年振りの開催となった第11戦チリでは初日から好調でSS4でトップタイムを記録し一時は首位を走行し3年振りの表彰台が期待されたが、チームメイトのティエリー・ヌービルと2位を争っていた最終日のSS15でコース上の切り株にヒットしサスペンション破損でリタイアに終わった。第12戦セントラル・ヨーロピアン・ラリーでは初日からの難しいコンディションに苦戦を強いられる、SS11では2番手タイムをマークし速さを発揮するも上位勢に大きく差をつけられ6位に終わった。後半戦からの参戦ながら年間ランキングは9位となったが、シーズン終了後にアンドレアス・ミケルセンが翌年にヒョンデからスポット参戦ながら復帰が決まったため押し出される形でトップカテゴリーでのシートを短期間で失った。
2024年は再びWRC2に降格。しかし参戦体制が変わり、これまでのヒョンデ・モータースポーツ Nではなく新たにフランスのCHLスポーツ・オートが実質ヒョンデのWRC2ワークスチームとなることとなった。

## エピソード
- Mスポーツ・フォードとヒョンデでのチームメイトエサペッカ・ラッピとはレーシングカート出身で、2人はかつてカートで同じチームに所属していた。
- 2019年より導入されたカーナンバー制度では3を選択している。理由は自身のレース人生で常に3のつく数字を背負ってきたから。
- かつてはトヨタのテストドライバーとしてトヨタ・ヤリスWRCの開発に携わった。

## WRCでの年度別成績
| 年     | 所属チーム                                           | ランキング | 獲得ポイント | 最高位・回数 | 表彰台回数 |
| ------ | ---------------------------------------------------- | ---------- | ------------ | ------------ | ---------- |
| 2017年 | MスポーツフォードWRT                                 | 14位       | 29           | 4位・1回     | 0回        |
| 2018年 | MスポーツフォードWRT                                 | 11位       | 54           | 3位・1回     | 1回        |
| 2019年 | MスポーツフォードWRT                                 | 9位        | 89           | 2位・1回     | 1回        |
| 2020年 | MスポーツフォードWRT                                 | 7位        | 44           | 3位・1回     | 1回        |
| 2021年 | MスポーツフォードWRT ヒュンダイ・シェル・モービスWRT | 11位       | 29           | 6位・2回     | 0回        |
| 2022年 | ヒョンデ・i20N Rally2                                | 20位       | 9            | 9位・1回     | 0回        |
| 2023年 | ヒョンデ・i20N Rally2                                | 9位        | 42           | 4位・1回     | 0回        |
| 2023年 | ヒョンデ・シェル・モービスWRT                        | 9位        | 42           | 4位・1回     | 0回        |

| 年     | 所属チーム                      | 車両                           | 1       | 2      | 3      | 4       | 5       | 6      | 7       | 8       | 9      | 10    | 11      | 12     | 13    | WDC  | ポイント |
| ------ | ------------------------------- | ------------------------------ | ------- | ------ | ------ | ------- | ------- | ------ | ------- | ------- | ------ | ----- | ------- | ------ | ----- | ---- | -------- |
| 2020年 | Mスポーツ・フォードWRT          | フォード・フィエスタWRC        | MON 8   | SWE 8  | MEX 3  | EST 6   | TUR Ret | ITA 5  | MNZ Ret |         |        |       |         |        |       | 7位  | 44       |
| 2021年 | Mスポーツ・フォードWRT          | フォード・フィエスタWRC        | MON Ret | ARC 8  |        |         | ITA 31  |        | EST 6   |         |        |       |         |        |       | 11th | 29       |
| 2021年 | Mスポーツ・フォードWRT          | フォード・フィエスタR5 Mk. II  |         |        | CRO 10 | POR 8   |         | KEN WD |         | BEL Ret | GRE WD |       |         |        |       | 11th | 29       |
| 2021年 | モヴィスポーツ                  | フォルクスワーゲン・ポロGTI R5 |         |        |        |         |         |        |         |         |        | FIN 8 |         |        |       | 11th | 29       |
| 2021年 | ヒュンダイ・モータースポーツN   | ヒュンダイ・i20N Rally2        |         |        |        |         |         |        |         |         |        |       | ESP 11  |        |       | 11th | 29       |
| 2021年 | ヒュンダイ・シェル・モービスWRT | ヒュンダイ・i20クーペWRC       |         |        |        |         |         |        |         |         |        |       | ESP 11  | MNZ 6  |       | 11th | 29       |
| 2022年 | ヒョンデ・モータースポーツN     | ヒョンデ・i20N Rally2          | MON     | SWE    | CRO    | POR Ret | ITA 38  | KEN    | EST 9   | FIN DSQ | BEL    | GRE   | NZL 17  | ESP 11 | JPN 8 | 20位 | 9        |
| 2023年 | ヒョンデ・モータースポーツN     | ヒョンデ・i20N Rally2          | MON     | SWE 15 | MEX    | CRO     | POR 10  | ITA 6  | KEN     |         |        |       |         |        |       | 9位  | 42       |
| 2023年 | ヒョンデ・シェル・モービスWRT   | ヒョンデ・i20 N ラリー1        |         |        |        |         |         |        |         | EST 5   | FIN 4  | GRE   | CHL Ret | EUR 6  | JPN   | 9位  | 42       |

* シーズン進行中

### WRC2
| 年     | 所属チーム                  | 車両                  | 1   | 2   | 3   | 4       | 5      | 6   | 7     | 8       | 9   | 10     | 11  | 12    | 13    | WDC | ポイント |
| ------ | --------------------------- | --------------------- | --- | --- | --- | ------- | ------ | --- | ----- | ------- | --- | ------ | --- | ----- | ----- | --- | -------- |
| 2022年 | ヒョンデ・モータースポーツN | ヒョンデ・i20N Rally2 | MON | SWE | CRO | POR Ret | ITA 25 | KEN | EST 2 | FIN DSQ | BEL | GRE 10 | NZL | ESP 1 | JPN 2 | 6位 | 68       |